# 족제비싸리
족제비싸리(문화어: 왜싸리)는 콩과에 속하는 갈잎 떨기나무이다. 북아메리카 원산이다.
공해·추위·건조에 모두 강해 어디서나 잘 자라며, 녹화 용으로 헐벗은 산이나 강둑에 심는다. 키는 3 미터에 달하며, 잔가지에 털이 나다가 자라면서 없어진다. 잎은 어긋나며 깃꼴겹잎인데, 작은 잎은 11~25개 달리며, 달걀 모양이거나 타원 모양이고, 끝이 둥근 편인데 주맥 끝은 뾰족하다. 꽃은 5~6월에 피는데 가지 끝의 수상꽃차례에 짙은 자줏빛이 나는 푸른색 꽃이 핀다. 향기가 진하다. 열매는 작은 꼬투리열매가 달리며, 9월에 익는다. 약간 굽은 모양이며 겨울에도 달려 있다.

## 사진

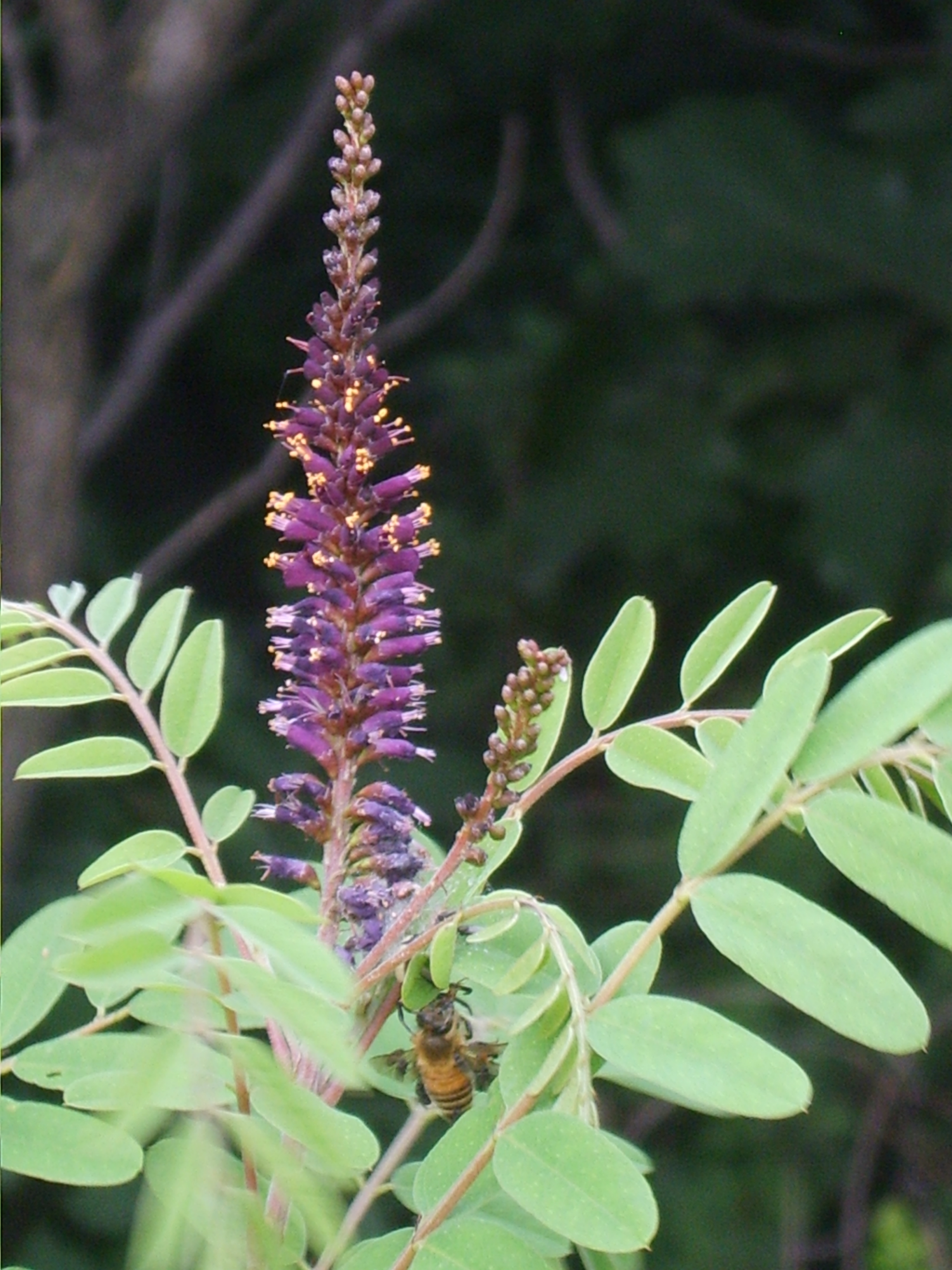
꽃
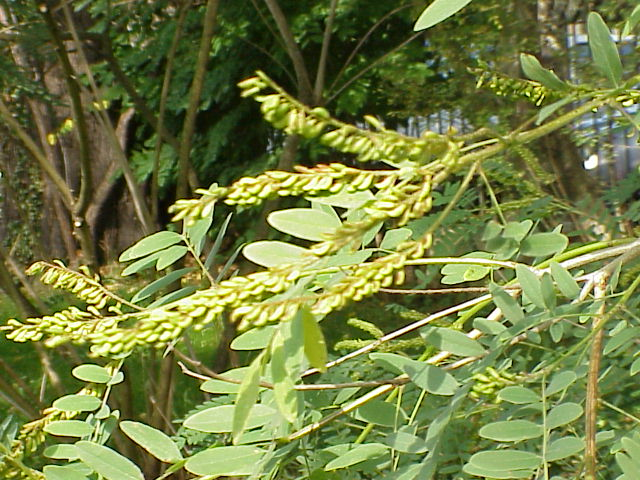
열매
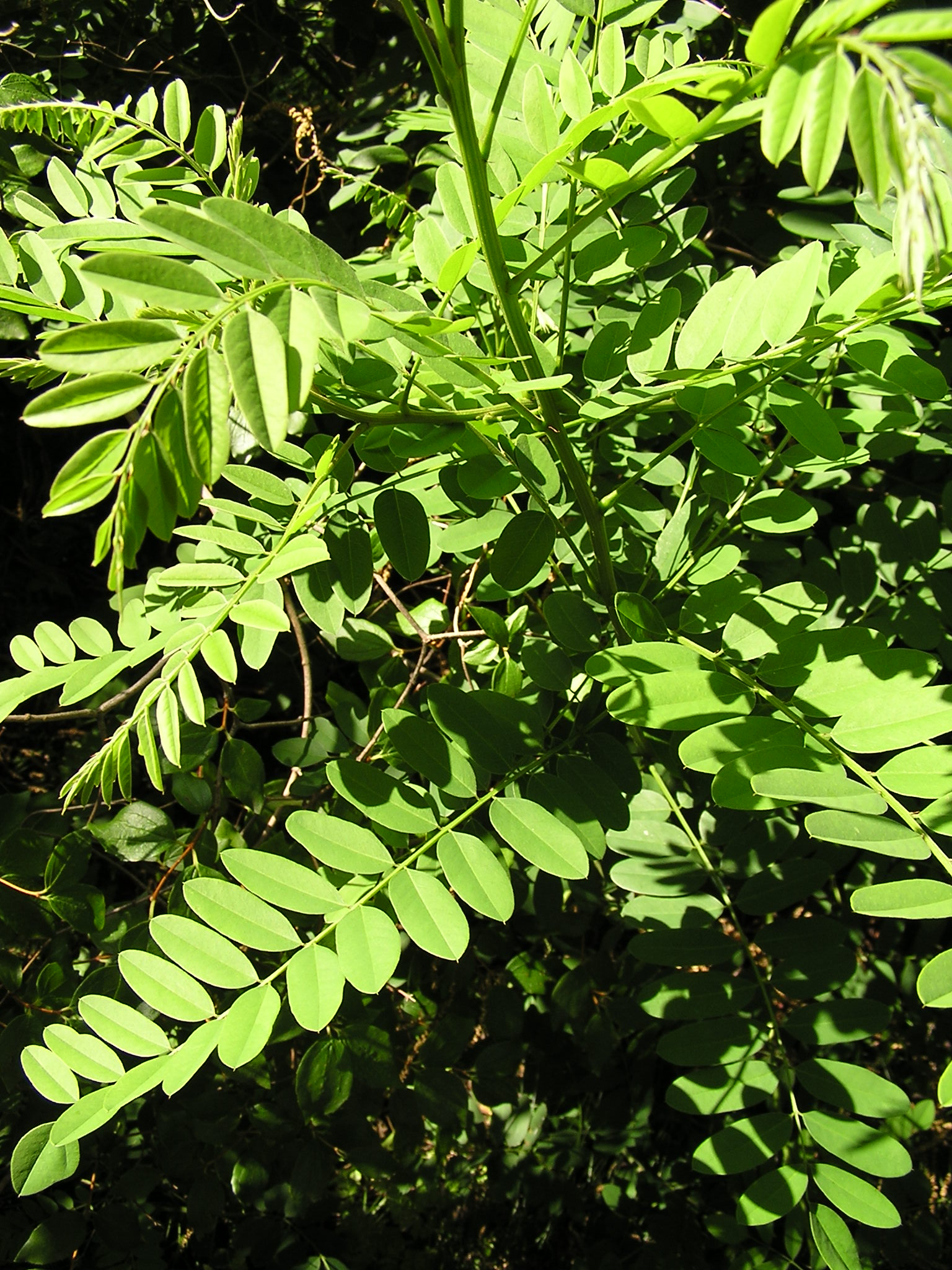
잎가지

## 참고 문헌
- 윤주복 (2004). 《나무 쉽게 찾기》. 진선출판사. ISBN 978-89-7221-414-4.
- 풀베개